# 크로노미터

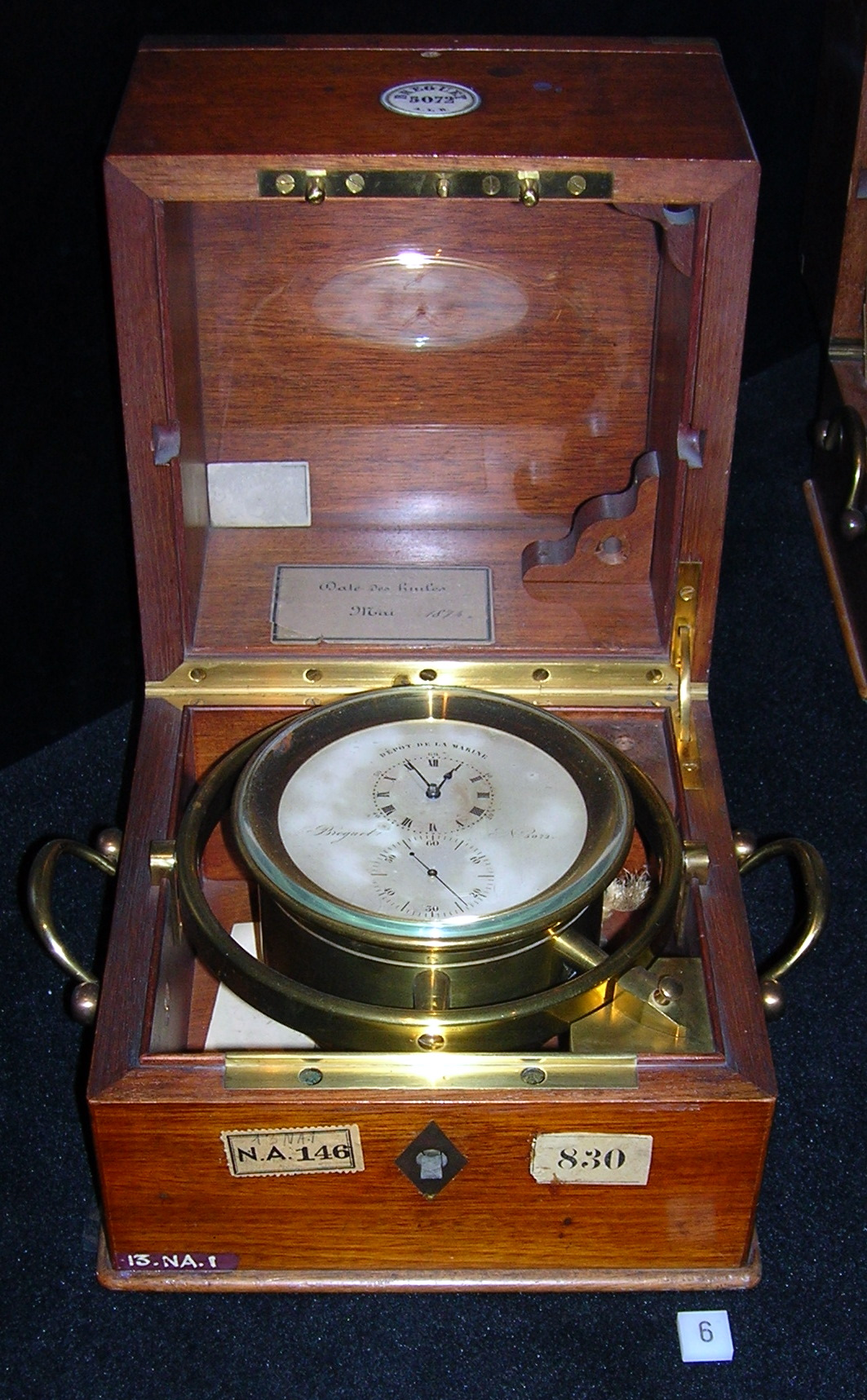
마린 크르노미터

크로노미터(Chronometer), 즉 경선의(經線儀)는 선박의 진동 및 온도 변화에 영향을 받지 않는 정밀 휴대용 태엽 시계를 말한다. 명칭은 그리스 신화의 시간 신 크로노스에서 유래한다. 크로노미터 검정 협회의 검정에 합격한 기계식 시계를 말하며, 천문대에서 정밀 검정을 받은 시계여야만 하고, 진동에 영향을 받지 않는 디텐트식 탈진기 등이 있다.

## 역사
대항해 시대에는 항해가 증가하여 해난 사고가 많이 발생하게 되어 현재 위치를 파악하기 위한 정확한 위도와 경도 측정법이 요구되었지만, 위도는 육분의 등에 의한 천체의 위치를 측정하여 비교적 쉽게 구할 수 있지만, 정확한 경도 측정은 쉽지 않았다. 이 문제를 해결하기 위해 1714년 7월 8일 영국 의회는 정밀한 경도를 측정할 수 있는 방법을 발견하기 위해 현상금을 거는 내용의 경도법을 제정했다. 경도의 측정에는 여러 가지 방법이 생각되었지만, 그 중 하나가 시간과 태양의 위치에서 측정하는 방법이었다. 18세기 가장 정확한 시계는 진자 시계이며, 이미 충분한 정밀도를 가지고 있었지만, 파도의 흔들림으로 인해 영향이 큰 해상에서는 제대로 작동하지 않기 때문에, 선박에서도 정확한 시간을 측정할 수 있는 정밀한 시계가 필요했다.

### 해리슨 크로노미터
1735년 영국인 목공 장인 존 해리슨은 튼튼한 대들보에 흔들림이나 온도 변화를 흡수할 수 있는 스프링을 장착하여 나사를 감고 있는 동안에도 기계가 작동하고 나사가 감겨진 이전과 이완 후에도 시계 회전력이 일정하게 유지되는 장치를 갖추고 온도 및 진동에 강한 탁상 시계 "크로노 H1"을 제작했다. 그 후 1759년에는 직경 5인치 회중 시계인 4호기 "크로노 H4"를 제작하였고, 그 오차는 영국에서 자메이카까지 81일간 항해하는 동안에 8.1초만 지연되는 고성능 정밀 시계를 제작하였다.
경도 법률위원회는 라큠 켄달(Larcum Kendall , 1721년 9월 21일 -1795년 11월 22일)에게 "크로노 H4" 복제를 의뢰해, 라큠 켄달은 1769년에 "크로노 K1"을 만들었다. 이 시계는 영국 해군 함정에 배치되어, 제임스 쿡의 제2차 항해 때에도 그 실용성이 새삼 증명되었고, 영국 해군의 작전 수행에 상당한 개선효과를 가져와 작전 수행 능력을 향상시켰다. 이 시계는 현재 구 그리니치 천문대 영국해양박물관에 전시되고 있다.

### 디텐트 크로노미터
해리슨의 크르노미터는 선박에서도 정밀하게 작동하는 시계의 제조가 가능하다는 것을 입증한 것이었기 때문에, 다음 과제는 저렴하고 대량 생산이 가능한 시계의 제작이었다.
프랑스의 피에르 르 로아(Pierre Le Roy , 1717년 -1785년)는 디텐트식 탈진기를 발명하고, 이후 선박의 위치 파악 방법이 로란(LORAN)으로 대체될 때까지 디텐트 식 탈진기를 갖추게 되어 진정한 의미의 "크로노미터"라는 조건을 충족시켰다. 스위스의 페르디난트 베르투(Ferdinand Berthoud, 1727년 3월 19일 -1807년 6월 20일)와 영국의 토마스 머지(Thomas Mudge, 1715년 -1794년) 등이 동시대의 제작자로 유명하다.

### 스피링 디텐트식 탈진기
토마스 언쇼(Thomas Earnshaw , 1749년 2월 4일 -1829년 3월 1일), 존 아놀드(John Arnold , 1736년 -1799년 8월 11일) 등이  18세기 후반에 스프링 디텐트식 탈진기를 발명하였고, 지금까지와 비교하면 매우 간단한 구조로 높은 정확도를 구현했다. 그러나 누가 먼저 발명했는지 당시 문제가 지금까지 밝혀지지 않고 있다.

## 같이 보기
- 크로노그래프
- 해상시계
- 시계
- 항법